# برونفيل
برونفيل (بالفرنسية: Pronville)‏ هي بلدية تقع في إقليم باد كاليه من منطقة نور با دو كاليه في شمال فرنسا. تبلغ مساحة هذه المدينة 6.09 (كم²)، وترتفع عن سطح البحر 71 م، يبلغ عدد سكانها 310 نسمة حسب إحصاء المعهد الوطني للإحصاء والدراسات الاقتصادية سنة 2009 م. وترأس Bernard Battesti البلدية خلال فترة (2008-2014).